# Arisa Cox
Arisa Cox (nacida el 7 de diciembre de 1978) es una personalidad de la radio y la televisión canadiense, conocida por presentar el programa Big Brother Canadá. Cox nació en Toronto, Ontario.
Asistiendo al programa de periodismo de la Universidad de Carleton, Cox se convirtió en una prominencia como reportera en directo para CTV Ottawa, luego como participante en la primera temporada de U8TV: The Lofters, y más tarde trabajó como productora creativa, reportera de entretenimiento y meteorología para A-Channel Ottawa, como reportera de entretenimiento para The A-List y The Gill Deacon Show. Ella también apareció como actriz en Instant Star, Camp Rock 2: The Final Jam, The Smart Woman Survival Guide y en la miniserie de la CBC Guns.
Desde septiembre de 2007 hasta agosto de 2009, Cox copresentó el magazine de entretenimiento E! News Weekend en la ahora difunta E! Canada. Su copresentador en E! News Weekend, Jason Ruta, había participado también en U8TV lofter, durante la segunda temporada del programa. Después de la terminación del programa, se convirtió en reportera de artes y entretenimiento para CBC News Network.
El 21 de enero de 2013, se anunció que Cox presentaríaBig Brother Canadá. En mayo de 2013, se anunció que Cox co-presentaría el programa de las mañanas en CHBN-FM en Edmonton, Alberta. Comenzó su trabajo en The Bounce el 8 de julio durante el programa mañanero con Ara.